# Clethra canescens
Clethra canescens är en tvåhjärtbladig växtart som beskrevs av Herb. Reinw. och Carl Ludwig von Blume. Clethra canescens ingår i släktet Clethra och familjen Clethraceae.

## Underarter
Arten delas in i följande underarter:
- C. c. clementis
- C. c. ledermannii
- C. c. luzonica
- C. c. novoguineensis